# Ecnomina sentosa
Ecnomina sentosa là một loài Trichoptera trong họ Ecnomidae. Chúng phân bố ở miền Australasia.